# Plagiothecium membranosulum
Plagiothecium membranosulum là một loài Rêu trong họ Plagiotheciaceae. Loài này được Müll. Hal. miêu tả khoa học đầu tiên năm 1899.